# Aldo Alcota
Aldo Alcota Castillo (Santiago de Chile, 1976) es un pintor y poeta chileno.

## Biografía
Nació en Santiago de Chile en 1976. Se licencia en periodismo en la Universidad Andrés Bello de Chile. Junto con otros poetas y escritores como Rodrigo Hernández Piceros, Rodrigo Verdugo y Roberto Yáñez fundan en 1996 la revista Derrame, que dará nombre también al grupo surrealista chileno homónimo.
En 2007 durante una estancia de cuatro meses en París, colabora con el movimiento Phases del teórico y poeta francés Édouard Jaguer y conoce a destacadas figuras del surrealismo como Jean Benoît y el pintor cubano Jorge Camacho. Ese mismo año se afinca en Valencia (España) donde acude como alumno visitante a la Facultad de Bellas Artes de San Carlos, de la Universidad Politécnica de Valencia en 2007 y 2008. Cursa un máster de gestión cultural en Valencia y posteriormente trabajará en el Museo Valenciano de la Ilustración y la Modernidad (MuVIM) durante dos años.
En 2013 publica su primer libro de poesía Guayacán / Virgen Bacon en la editorial española Ediciones Contrabando. Ese mismo año participa en la revista española de arte y literatura Canibaal de la que ha sido director de arte, columnista y corrector y en donde también colaborará el poeta chileno Sergio Pinto Briones.
En julio de 2016 regresa de nuevo a Santiago de Chile, después de una estancia de nueve años en Valencia, en donde continua su carrera pictórica y literaria, realizando diversas exposiciones de pintura tanto en su país natal como en Europa.
En 2024 publica su segundo libro de poesía Telúrica en la editorial española Ediciones Canibaal qué fue presentado por el propio autor y la editorial en varias ciudades españolas.
Ha expuesto su obra visual en el Pratt Institute de Brooklyn (Nueva York), Galería Taller de Rokha (Chile), Fundación Granell (Santiago de Compostela), Perve Galería (Lisboa), Espacio Valverde (Madrid) y Galería Imprevisual (Valencia), entre otras ciudades.
Tanto su obra plástica como literaria posee claras influencias del surrealismo, la patafísica, el movimiento Dadá, el grupo Pánico o el arte bruto, entre otros. Es una figura destacada dentro del movimiento surrealista chileno de finales del siglo XX y el siglo XXI.

## Exposiciones

### Exposiciones individuales
- Jarry Monster. Galería de la Universidad Miguel de Cervantes, Santiago de Chile, 2003.
- Apuntes Anatómicos del Doctor Moreau. Sala Alameda, Instituto Cultural Banco Estado, Santiago de Chile, 2004.
- Absurdog. Plaza de la Constitución, Santiago de Chile, 2004.
- Los acróbatas de Eros. Biblioteca Viva, Mall Vespucio, Santiago de Chile, 2005.
- La solución del ludópata. Galería de Rokha, Santiago de Chile, 2006.
- Surrealismo, poética de la imaginación convulsiva. Comisariado. Facultad de Bellas Artes de Valencia.
- Delicias de lo grotesco. Fundación Museo Eugenio Granell, Santiago de Compostela, 2008.
- Entre tanto los ojos en el ala de un albatros. Imprevisual Galería, Valencia, 2013.
- Collage Caníbal. L’envers du décor, Valencia, 2016.

### Exposiciones colectivas
- Escritores-Pintores. Instituto Goethe, 1998 y 1999, Santiago de Chile.
- 26 images du Phases. Galería Fréderic Thibault, 2002. Saint-Brieuc, Francia.
- O Surrealismo Abrangente, colección Cruzeiro Seixas. Fundación Cupertino Miranda, 2004. Famalicao, Portugal.
- Phases, Derrame. Galería Artium, 2005, Santiago de Chile.
- Cono sur o el viaje de los argonautas. Fundación Eugenio Granell, 2005, Santiago de Compostela.
- La voz del animal metafísico. Sala Guillermo Núñez (Centro Cultural de El Bosque) y Galería-Taller de Rokha, 2005, Santiago de Chile.
- Feria de Expotrastienda. Galería Espacio 1305, Buenos Aires, 2005.
- Phases, homenaje a Édouard Jaguer. Galería-Taller de Rokha, 2006, Santiago de Chile.
- Homenaje al maestro Artur Cruzeiro Seixas. Galería Artur Bual, Amadora, Portugal.
- El monstruo interior. Organizada por el colectivo Katalitza, Tarragona.
- Sonámbula: Inconscientes para una geografía onírica. Fundación Eugenio Granell, Santiago de Compostela.
- Exposición Internacional de Surrealismo. Casa de la Cultura de Coimbra, Portugal.
- Collage en Chile (1949-2009). Sala del Museo Nacional de Bellas Artes del Mall Vespucio, Santiago de Chile.
- El Umbral Secreto, Encuentro internacional de Surrealismo Actual. Museo de la Solidaridad Salvador Allende, Santiago de Chile.
- Chile Bicentenario BCN. Convent de Sant Agustí, Barcelona.
- Imaginación (devorada) de Aldo Alcota y Artur Cruzeiro Seixas. Perve Galería, Lisboa, Portugal.
- Solocollage, collage en Chile desde la década del setenta a nuestros días. Centro Cultural Las Condes, Santiago de Chile.
- Poetas de Chile. Aldo Alcota y Sergio Pinto Briones. Galería Espacio Valverde, Madrid.
- XII Xuntanza Obradoiro Internacional Das Artes Artes Plásticas. Fundación Paco Lareo, A Solaina de Piloño, Galicia.
- Festival Russafart, Valencia.
- India Art Fair. Perve Galería, Nueva Delhi, India.
- Room Art. Migraciones visuales. La Nau Universitat, Valencia.
- Ojo Andino. Fondazione Giorgio Cini, Venecia, Italia.
- El asombro del colmillo. Le Petit Canibaal, librería y espacio creativo. Valencia.
- Jazz. Trentates Gallery, Valencia.
- Ojo Andino. Pratt Institute de Brooklyn, Nueva York, USA.
- Devenir / Diversidad. Exposición itinerante en la vía pública, ARC (Festival de las Artes de Coquimbo), La Serena, Ovalle e Illapel, Chile.
- Conexoes Afro Ibero-Americanas. UCCLA / Perve Galería, Lisboa.
- Ta ville, ta campagne. Museo Georges de Sonneville. Ville de Gradignan, Burdeos.
- Feria Scope Art Basel. Perve Galería, Basilea, Suiza.
- London Fair Art. Perve Galería, Londres, UK.
- Fair Contemporary Istanbul. Perve Galería, Estambul, Turquía.
- Abya Yala. Sala de Arte de la Universidad de Talca, Santiago de Chile.
- Ojo Salvaje. Comisionado de Cultura de República Dominicana, Nueva York, USA.
- Dialogues 2.0. Perve Galería, Lisboa.
- Celebración de Cruzeiro Seixas y su centenario. Perve Galería, Lisboa.
- De Reül: 1990-2020. Centre del Carme de Cultura Contemporània, Valencia.

## Libros
- O surrealismo abrangente. Colecção particular Cruzeiro Seixas. Fundação Cupertino de Miranda, Famalicão, 2004.
- Sonámbula. inconscientes para una geografía onírica. Fundación Eugenio Granell, 2007. ISBN 978-84-89440-47-0
- El Simultaneísmo. Lumme Editor, Sao Paulo, Brasil, 2012. VVAA.
- Por donde pasa la poesía. Baile del Sol Ediciones. VVAA.
- Guayacán / Virgen Bacon. Ediciones Contrabando, Valencia, 2013. ISBN 978-84-940861-1-3.
- Ojo Andino Chile, 170 sights of comtemporary art. Luciano Benetton Collection. Fabrica, 2014. ISBN 978-88-98764-41-9.
- Meliès. Zaragoza: Libros del Innombrable. 2017. Incluye textos de Raúl Herrero, Bruno Marcos, Alberto Ruiz de Samaniego, Jesús F. Pascual Molina, Silvia Rins, Carlos Barbarito, Aldo Alcota, Laia López Manrique, Antonio Fernández Molina, Iván Humanes, Alfredo Moreno, Tomás Fernández Valentí y Diego Civilotti García.
- Telúrica. Ediciones Canibaal, colección Libros del Baal, Valencia, 2024. ISBN 978-84-949820-9-5